# Physocephala nigricoxa
Physocephala nigricoxa är en tvåvingeart som beskrevs av Enrico Adelelmo Brunetti 1925. Physocephala nigricoxa ingår i släktet Physocephala och familjen stekelflugor.
Artens utbredningsområde är Uganda. Inga underarter finns listade i Catalogue of Life.